# Hayden (Idaho)
Hayden es una ciudad ubicada en el condado de Kootenai en el estado estadounidense de Idaho. En el año 2010 tenía una población de 13.294 habitantes y una densidad poblacional de 654,88 personas por km².

## Geografía
Hayden se encuentra ubicado en las coordenadas 47°45′26″N 116°47′20″O / 47.75722, -116.78889. Según la Oficina del Censo, la localidad tiene un área total de 20,3 km² (7,8 mi²), de la cual 20,3 km² (7,8 mi²) es tierra y 0 km² (0 mi²) (0.0%) es agua.

## Demografía
En el 2000 la renta per cápita promedia del hogar era de $37,097, y el ingreso promedio para una familia era de $40,875. En 2000 los hombres tenían un ingreso per cápita de $35,339 contra $21,388 para las mujeres. El ingreso per cápita para la localidad era de $16,387. Alrededor del 9.2% de la población estaba bajo el umbral de pobreza nacional.